# Wish I Could Fly
Wish I Could Fly, skriven av Per Gessle, är den första singeln från den svenska popduon Roxettes album "Have a Nice Day". Den utkom 1999 och blev en av Roxettes mest framgångsrika singlar sedan "Sleeping in My Car" kom 1994.

## Sången
"Wish I Could Fly" är en ballad med modernt ljud (trummaskin, bas) liksom stråkar. Demoversionen, sjungen av Per Gessle, spelades in i slutet av 1997. Slutversionen med Marie Fredriksson som vokalist spelades in under 1998. Det är den enda av Roxettes ballader som valts ut som första singel från ett studioalbum. Det finns så kallade dansremixversioner av sången, som "Tee's Mix och "StoneBridge Mix". B-sidan på singeln "Wish I Could Fly" är sången "Happy Together", som inte finns på albumet, och demoversionen "Wish I Could Fly", i Storbritannien kallad "Wish I Could Fly (Tee's Radio Mix)".

## Sångens framgångar
"Wish I Could Fly" var en hit både i radio och på singellistorna. I Storbritannien nådde singeln #11, högsta position för en singel från ett album av Roxette sedan hitlåten "Joyride" kom 1991 och som bäst placerade sig #4. "Wish I Could Fly" gick in på Top 10 i Sverige och Finland, Top 20 i Österrike, Schweiz och Norge och Top 30 i Tyskland och Nederländerna. Det var en stor radiohit, och blev den sjunde mest spelade sången på radio i Europa 1999. Den spelades också mycket i Sydamerika, och senare spelades även den spanskspråkiga versionen "Quisiera Volar". År 2000 var den #26 på en A/C radio-lista i USA. Videon, som producerades av Jonas Åkerlund, nådde #5 på MTV:s lista "European Top 20".

## Listplaceringar
| Lista (1999)       | Position |
| ------------------ | -------- |
| Belgien (Flandern) | 18       |
| Finland            | 9        |
| Frankrike          | 80       |
| Nederländerna      | 35       |
| Schweiz            | 12       |
| Sverige            | 4        |
| Österrike          | 11       |

### Fotnoter
1. ↑  ”Roxette”. Arkiverad från originalet den 16 oktober 2011. https://web.archive.org/web/20111016201530/http://roxette.se/discography.php?show=release&id=11. Läst 22 maj 2011.
2. 1 2  Thorselius (2002), s.442
3. ↑  Thorselius (2002), s.508
4. ↑  ”Listplacering”. http://www.ultratop.be/nl/showitem.asp?interpret=Roxette&titel=Wish+I+Could+Fly&cat=s. Läst 22 maj 2011.
5. ↑  ”Listplacering”. http://finnishcharts.com/showitem.asp?interpret=Roxette&titel=Wish+I+Could+Fly&cat=s. Läst 22 maj 2011.
6. ↑  ”Listplacering”. http://lescharts.com/showitem.asp?interpret=Roxette&titel=Wish+I+Could+Fly&cat=s. Läst 22 maj 2011.
7. ↑  ”Listplacering”. http://dutchcharts.nl/showitem.asp?interpret=Roxette&titel=Wish+I+Could+Fly&cat=s. Läst 22 maj 2011.
8. ↑  ”Listplacering”. http://hitparade.ch/showitem.asp?interpret=Roxette&titel=Wish+I+Could+Fly&cat=s. Läst 22 maj 2011.
9. ↑  ”Listplacering”. http://swedishcharts.com/showitem.asp?interpret=Roxette&titel=June+Afternoon&cat=s. Läst 22 maj 2011.
10. ↑  ”Listplacering”. http://austriancharts.at/showitem.asp?interpret=Roxette&titel=Wish+I+Could+Fly&cat=s. Läst 22 maj 2011.